# كيث شفاب
كيث شفاب (بالإنجليزية: Keith C. Schwab)‏ هو فيزيائي أمريكي، ولد في 18 مايو 1968 في سانت لويس في الولايات المتحدة.